# Kolonialkrieg in Italienisch-Somaliland

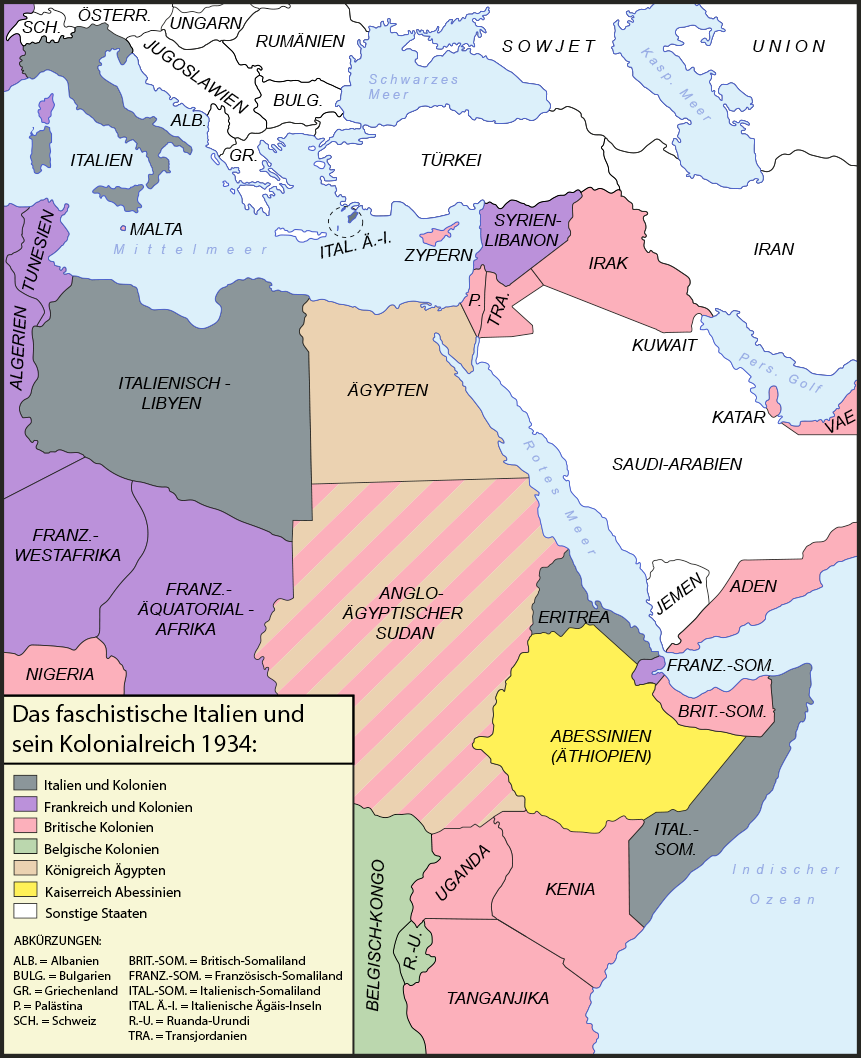
Lage Italiens mit seinen afrikanischen Kolonien (1934)

Der Kolonialkrieg in Italienisch-Somaliland, auch „Pazifizierung Somalias“ genannt, fand von 1925 bis 1927 zwischen dem faschistisch regierten Königreich Italien und den somalischen Sultanaten der Majerteen und Hobyo statt.

## Geschichte
Nachdem Benito Mussolini am 10. Juli 1925 dem faschistischen Gouverneur Cesare Maria De Vecchi grünes Licht für eine Offensive gegen beide Sultanate gegeben hatte, begann De Vecchi im Oktober 1925 mit 12.000 Soldaten (darunter viele Eritreer) eine Offensive gegen das Sultanat der Hobyo unter Sultan Yusuf Ali. Es wurde innerhalb eines Monats bei minimalem Widerstand überrannt. Das Sultanat der Majerteen unter Sultan Bogor Osman konnte von den Italienern erst im November 1927 erobert werden. Sultan Osman floh in der Folge nach Britisch-Somaliland. Dem Kolonialkrieg fielen mehrere tausend Somalis zum Opfer. Dabei wurde laut Tom Behan (2009) im Oktober 1926 das erste Kriegsverbrechen des faschistischen Italien begangen, als italienische Truppen in Merka einhundert Menschen in einer Moschee ermordeten. Die italienischen Okkupationstruppen verfolgten unter De Vecchi laut Behan von 1925 bis 1927 eine „Politik der verbrannten Erde“.

## Forschungsstand
Wie Nicola Labanca (2005) hervorhebt, ist die italienische Herrschaft in Somalia im Vergleich zur jener in den anderen italienischen Kolonien am wenigsten erforscht. Die Arbeit von Robert L. Hess (Italian Colonialism in Somalia. University of Chicago Press, Chicago 1966) stellt für Labanca die bisher einzige detailliertere Untersuchung zum italienischen Kolonialismus in Somalia dar. Auch Sebastian de Pretto (2020) schreibt zum Forschungsstand, dass es – anders als den zunehmenden Studien zu Libyen und Äthiopien – zu Somalia „bis dato kaum Untersuchungen“ gäbe.